# This Delicate Thing We've Made
"This Delicate Thing We've Made" é o terceiro álbum solo do cantor australiano Darren Hayes, lançado em 2007.

## Lançamento
Álbum duplo, escrito ao longo de três anos por Hayes e Robert Conley, e produzido por Justin Shave, This Delicate Thing We've Made marcou uma guinada na carreira do cantor, que abandonou a gravadora Sony Music, que o lançara nos anos 90 internacionalmente com o Savage Garden, e abriu o selo independente Powdered Sugar.
A partir de então, Darren passou a administrar ele próprio a divulgação e lançamento de seus discos, para evitar que não se repetisse o que ocorreu com seu álbum anterior, o conceitual The Tension and the Spark, que teve sua promoção cancelada pela gravadora, após o fraco desempenho de vendas do segundo single "Darkness" na Austrália.

### Conceito
Neste terceiro trabalho, produzido a partir de um sintetizador Fairlight CMI de 1983, Hayes prosseguiu o seu flerte com a música eletrônica, fortemente influenciado pelos anos 80. O primeiro single do álbum foi o da música "On the Verge of Something Wonderful", que atingiu o #19 na parada britânica. Em novembro de 2007, foi lançado o segundo single "Me, Myself And (I)", uma música de forte apelo oitentista, cantada em falseto.
Inspirado no livro de H. G. Wells "A Máquina do Tempo", o álbum explora o conceito de uma viagem no tempo, no qual o artista revisita memórias, relata histórias fictícias e momentos de subconsciência. O álbum foi traduzido visualmente no DVD This Delicate Film We've Made, em animações 3D.

### Promoção
Entre setembro e novembro de 2007, Darren esteve em giro pelo Reino Unido e Austrália, na turnê "The Time Machine", além de ter feito shows menores pelos Estados Unidos, em dezembro no mesmo ano.
Em janeiro de 2008, um novo videoclipe do álbum foi lançado em sua página na internet, da faixa "Casey". Já em feveiro, Hayes iniciou uma segunda turnê pela Europa intitulada "Side Two Tour". O lançamento digital do single de "Casey" se deu em março.
Em julho de 2008, foi lançado o DVD The Time Machine Tour, que chegou ao #1 de vendas na Inglaterra. E em fevereiro de 2009, Hayes concluiu o projeto do disco com o lançamento do DVD This Delicate Film We've Made, a versão audiovisual do álbum.

## Faixas
Todas as faixas são escritas por Darren Hayes em parceria com o produtor e compositor indicado.
| Disco 1 |                                 |                    |         |  |
| N.º     | Título                          | Produtor           | Duração |  |
| 1.      | "A Fear of Falling Under"       | Justin Shave       | 4:09    |  |
| 2.      | "Who Would Have Thought"        | Guy Chambers       | 4:30    |  |
| 3.      | "Waking the Monster"            | Robert Conley      | 4:07    |  |
| 4.      | "How to Build a Time Machine"   | Robert Conley      | 5:51    |  |
| 5.      | "Casey"                         | Peter-John Vettese | 6:26    |  |
| 6.      | "Step into the Light"           | Robert Conley      | 4:57    |  |
| 7.      | "Sing to Me"                    | Matthew Wilder     | 4:56    |  |
| 8.      | "A Conversation With God"       | Robert Conley      | 5:08    |  |
| 9.      | "The Sun Is Always Blinding Me" | Eg White           | 4:24    |  |
| 10.     | "Listen All You People"         | Robert Conley      | 5:00    |  |
| 11.     | "The Only One"                  | George Muranyi     | 3:42    |  |
| 12.     | "Bombs Up in My Face"           | Justin Shave       | 3:39    |  |
| 13.     | "The Great Big Disconnect"      | Robert Conley      | 4:17    |  |

| Disco 2 |                                             |                |         |  |
| N.º     | Título                                      | Produtor       | Duração |  |
| 14.     | "The Future Holds a Lion's Heart"           | Robert Conley  | 4:03    |  |
| 15.     | "On the Verge of Something Wonderful"       | Robert Conley  | 4:02    |  |
| 16.     | "Neverland"                                 | Justin Shave   | 4:04    |  |
| 17.     | "Walk Away"                                 | George Muranyi | 4:46    |  |
| 18.     | "Maybe"                                     | Robert Conley  | 4:16    |  |
| 19.     | "Me, Myself and (I)"                        | Robert Conley  | 4:05    |  |
| 20.     | "Lucky Town"                                | Robert Conley  | 3:50    |  |
| 21.     | "I Just Want You to Love Me"                | Robert Conley  | 4:00    |  |
| 22.     | "Setting Sun"                               | Justin Shave   | 4:12    |  |
| 23.     | "A Hundred Challenging Things a Boy Can Do" | Robert Conley  | 5:01    |  |
| 24.     | "Words"                                     | Stuart Brawley | 4:34    |  |
| 25.     | "The Tuning of Violins"                     | Justin Shave   | 4:30    |  |

## Paradas musicais
| Parada semanal (2007)                             | Posição |
| ------------------------------------------------- | ------- |
| Austrália (ARIA Top Albums)                       | 19      |
| Estados Unidos (Billboard Top Independent Albums) | 44      |
| Reino Unido (UK Albums Chart)                     | 14      |